# Manlleu
Manlleu è un comune spagnolo di 20 505 abitanti situato nella comunità autonoma della Catalogna.